# Vali Baxşəliyev
Vəli Baxşəliyev, in englischer Transkription Vali Bakhshaliyev, mit vollständigem Namen Baxşəliyev Vəli Baxşəli oğlu, (* 5. Juni 1955 in Boyukduz, Rajon Kəngərli) ist ein aserbaidschanischer Archäologe, Prähistoriker, Hochschullehrer und korrespondierendes Mitglied der Nationalen Aserbaidschanischen Akademie der Wissenschaften (Azərbaycan Milli Elmlər Akademiyası (AMEA)).

## Jugend und Ausbildung
Bakhshaliyev absolvierte 1972 das Gymnasium des Rayons Şərur und begann 1973 an der Fakultät für Geschichte des Staatlichen Pädagogischen Instituts (Azərbaycan Dövlət Pedaqoji Universiteti) der ASSR Nachitschewan, des Vorläufers der heutigen Staatlichen Universität (Naxçıvan Dövlət Universiteti) der Autonomen Republik Nachitschewan das Studium der Archäologie. Er schloss dieses 1977 erfolgreich ab und wirkte in den folgenden Jahren als Lehrer in verschiedenen Regionen des Landes. 1982 wurde er an der Graduiertenschule der historischen Fakultät aufgenommen und schrieb dort seine Dissertation über „Metallurgie und Metallbearbeitung des alten Nachitschewan“, die er 1986 an der Leningrader Abteilung der Akademie der Wissenschaften der UdSSR erfolgreich verteidigte. 2005 erfolgte mit einer Arbeit des Jahres 2004 über die spirituelle Kultur der alten Stämme Nachitschewans seine Habilitation.

## Wirken und Werk
Von 1983 bis 1986 arbeitete Vəli Baxşəliyev am Staatlichen Historischen Museum Nachitschewans (Naxçıvan Dövlət Tarix Muzeyinin) als Direktor für Ausstellungen. 1986 wurde er im Wissenschaftszentrum Nachitschewan der Akademie der Wissenschaften der ASSR Aserbaidschan angestellt. In den Jahren 1988 bis 1995 war er mit der Erforschung und Registrierung archäologischer Denkmäler auf dem Gebiet Nachitschewans befasst. Zwischen 1995 und 1999 nahm er an einem Projekt der Universität Istanbul zur Erforschung archäologischer Denkmäler Ostanatoliens teil. Heute ist er Leiter der Abteilung für Archäologie des Wissenschaftszentrums Nachitschewans.
Neben der Fortsetzung seiner prähistorisch-archäologischen Forschungen wirkt Baxşəliyev seit dem Beginn des 21. Jahrhunderts auch als Hochschullehrer an der Naxçıvan Dövlət Universiteti. Seine Untersuchungen beziehen sich auf bereits bekannte Bodendenkmäler, erschließen aber auch neue Fundstätten. Durch sie ergaben sich neue Aspekte, Zusammenhänge und Erkenntnisse in der prähistorischen Archäologie Nachitschewana im Speziellen, Aserbaidschans im Besonderen und der südlichen Kaukasusregion im Allgemeinen. Er führte Untersuchungen in Kültəpe I und Kültəpe II, Şahtaxtı, Oglangala, Makhta Kultapa, Çalxanqala, Naxçıvantəpə, und an hunderten anderen Bodendenkmälern durch, die er in einer ganzen Reihe von Monographien und Fachaufsätzen publizierte.
Unter anderem schuf Baxşəliyev eine neue Periodisierung des regionalen Paläolithikums, Mesolithikums und Neolithikums sowie der frühen und mittleren Bronzezeit in Aserbaidschan. Er fand heraus, dass die Kunst der Metallurgie und Metallverarbeitung in Nachitschewan und die Metallisierung zwischen dem sechsten und dem ersten Jahrtausenden vor unserer Zeitrechnung auf der Grundlage lokaler Rohstoffe erfolgte und dass Nachitschewan der Ausgangspunkt der bemalten Keramiken der mittleren Bronzezeit in Zentralasien und im Südkaukasus ist, von dem aus sie sich bis nach Kur-Araz und Dalmā Tepe weiter verbreiteten. Ferner entschlüsselte er die Semantik der Petroglyphen von Gamigaya.
In der bisherigen Zeit seines Schaffens verfasste Baxşəliyev rund 30 Monographien und 300 wissenschaftliche Aufsätze in verschiedenen nationalen und internationalen Fachzeitschriften, die teilweise auch in andere Sprachen übertragen wurden. Er pflegt die Zusammenarbeit mit Forschern aus anderen Ländern und war Teilnehmer an internationalen wissenschaftlichen Konferenzen und Symposien in Deutschland, Frankreich, Russland, Georgien, der Türkei, dem Iran und anderen Ländern. In der Fachwelt genießt er eine weit über die Grenzen des Landes und der Region hinausreichende Reputation. National wurde er für seine Verdienste um die Wissenschaft des Landes mit vielen Auszeichnungen geehrt, unter anderen ist er Träger der Tərəqqi-Medaille.
Im Jahr 2021 legte Baxşəliyev eine Arbeit über seine Forschungen zu dem Fundplatz Osmantəpə vor, die neue Erkenntnisse über den Übergang vom Mesolithikum zum Neolithikum liefert, und den Beginn der menschlichen Sesshaftwerdung des Menschen im südlichen Kaukasus aufzeigt.

## Monographien (Auswahl)
- Şahbuz bölgəsinin arxeoloji abidələri. Elm, Baku 1992. (Archäologische Denkmäler der Region Shahbuz)
- Culfa bölgəsinin arxeoloji abidələri. Elm, Baku 1992. (Archäologische Denkmäler der Region Culfa)
- Şərurun arxeoloji abidələri. Elm, Baku 1993. (Archäologische Denkmäler von Şərur)
- Naxçıvanın qədim tarixi. Azərbaycan, Baku 1995. (Alte Geschichte von Nachitschewan)
- Naxçıvan şəhərinin və Babək rayonunun arxeoloji abidələri. Elm, Baku 1995. (Archäologische Denkmäler der Stadt Nachitschewan und der Region Babək)
- Археологические памятники Кывралского плоскогорья. Azərbaycan, Baku 1995. (Archäologische Denkmäler des Kiewer Plateaus)
- Nahçıvan Arkeolojisi / The Archaeology of Nahchivan. Arkeoloji ve Sanat, Istanbul 1997.
- Nahçıvan Bölgesinde Orta ve Son Tunc çağı boya bezemeli çanak- çömlek kültürü / Middle and Late Bronz Age Rainted Pottery Culture of the Nahchivan Region. Arkeoloji ve Sanat, Istanbul 2001.
- Gəmiqaya təsvirlərinin poetikası. Elm, Baku 2002. (Die Poetik der Petroglyphen Gəmiqayas)
- Nəhəcirdə arxeoloji araşdırmalar. İqtisad Universiteti, Baku 2002. (Archäologische Ausgrabungen in Nahajir)
- Naxçıvanın Erkən Dəmir dövrü abidələri. Elm, Baku 2002. (Die Denkmäler der frühen Eisenzeit in Nachitschewan)
- Gəmiqaya təsvirləri. Elm, Baku 2003. (Gamigayas Petroglyphen)
- Naxçıvanın qədim tayfalarının mənəvi mədəniyyəti. Elm, Baku 2004. (Die spirituelle Kultur der alten Stämme Nachitschewans)
- Древняя металлургия и металлообработка на территории Нахичевани. Elm, Baku 2005. (Alte Metallurgie und Metallbearbeitung auf dem Gebiet von Nachitschewan)
- Azərbaycan arxeologiyası. Elm, Baku 2007. (Die Archäologie Aserbaidschans)
- Naxçıvanın arxeoloji abidələri. Elm, Baku 2008. (Die Archäologischen Denkmäler Nachitschewans)
- The archaeology of Nakhichevan. Ten years of new discoveries. Ege, Istanbul 2009.
- Arabyengija. Nurlan, Baku 2009.
- Ovçular təpəsi. Elm, Baku 2010.
- Naxçıvanda arxeoloji təqiqatlar. Əcəmi, Naxçıvan 2010. (Archäologische Forschungen in Nachitschewan)
- Sirabda arxeoloji araşdırmalar. Oskar, Baku 2010. (Archäologische Ausgrabungen in Sirab)
- Sədərək. Elm, Baku 2011.
- Aşağı Daşarx. İqtisad Universiteti nəşriyyatı, Baku 2012.
- Qədim Şərur. Nurlan, Baku 2012. (Das Antike Şərur)
- Duzdağın qədim duz mədənləri. Əcəmi, Naxçıvan 2012. (Die alten Salzminen von Duzdag)
- Şortəpə. Təhsil, Baku 2013.
- Qədim Ordubad. Əcəmi, Naxçıvan 2014. (Das Antike Ordubad)